# Product (Sophie)
Product è la prima compilation della produttrice discografica, cantante e disc jockey britannica Sophie, pubblicata il 27 novembre 2015.
L'album è stato reso disponibile in "custodie a bolle di silicone" e la sua uscita coincide con il lancio di una linea di abbigliamento e un "prodotto di silicone" simile a un sex toy.

## Accoglienza
| Recensione      | Giudizio |
| --------------- | -------- |
| Metacritic      | 74/100   |
| AllMusic        | [ 8 ]    |
| Exclaim!        | 8/10     |
| The Guardian    | [ 10 ]   |
| The Irish Times | [ 11 ]   |
| The Observer    | [ 12 ]   |
| Pitchfork       | 6.6/10   |
| Spin            | 9/10     |
| Vice            | A-       |

La compilation è stata accolta positivamente dalla critica. Su Metacritic ha un punteggio di 74 su 100, basato su 16 recensioni.
Stephen Carlick di Exclaim! ha definito il disco "un'istantanea di un artista emozionante il cui funambolo cammina tra dolce e spaventoso, pop e avanguardia, inoltre, ha prodotto alcuni dei migliori singoli degli ultimi anni".
The Observer ha descritto l'album come "dirompente, un suono che supera i limiti di ciò che costituisce il pop e che è solo un fastidioso rumore per cui inspiegabilmente si pagano i soldi".
Sasha Geffen di Consequence of Sound ha scritto che "il prodotto offusca la tradizionale relazione tra soggetto/oggetto della musica pop, piegando il desiderio con la stessa facilità con cui piega le forme d'onda" e lo ha definito "uno degli oggetti musicali più maliziosi sotto l'atmosfera attuale".
Il blog MP3 Gorilla vs. Bear ha inserito l'album al dodicesimo posto nei migliori album del 2015.

## Tracce
Testi e musiche di Sophie Xeon
1. Bipp – 3:00
2. Elle – 3:44
3. Lemonade – 1:58
4. Hard – 2:54
5. Msmsmsm – 3:35
6. Vyzee – 3:22
7. L.O.V.E. – 3:38
8. Just Like We Never Said Goodbye – 3:08

Bonus track nella versione giapponese
1. Get Higher – 3:00

Bonus track nella silicon product
1. Unisil – 2:06

## Classifiche
| Classifiche (2015)                        | Posizione massima |
| ----------------------------------------- | ----------------- |
| Stati Uniti (Top Dance/Electronic Albums) | 23                |